# 剛果歧鬚鮠
剛果歧鬚鮠，為輻鰭魚綱鯰形目倒立鯰科的其中一種，為熱帶淡水魚，分布於非洲剛果民主共和國Kouilou-Niari流域，體長可達14.7公分，棲息在底中層水域，生活習性不明。